# Vitali Yúrchenko
Vitali Yúrchenko –en ruso, Виталий Юрченко– (Tsiurupynsk, URSS, 1989) es un deportista ruso que compite en piragüismo en la modalidad de aguas tranquilas. Ganó dos medallas en el Campeonato Mundial de Piragüismo entre los años 2011 y 2013, y una medalla en el Campeonato Europeo de Piragüismo de 2011.

## Palmarés internacional
| Campeonato Mundial | Campeonato Mundial   | Campeonato Mundial | Campeonato Mundial |
| Año                | Lugar                | Medalla            | Competición        |
| ------------------ | -------------------- | ------------------ | ------------------ |
| 2011               | Szeged (Hungría)     | Medalla de bronce  | K2 1000 m          |
| 2013               | Duisburgo (Alemania) | Medalla de oro     | K4 1000 m          |
| Campeonato Europeo |                      |                    |                    |
| Año                | Lugar                | Medalla            | Competición        |
| 2011               | Belgrado (Serbia)    | Medalla de plata   | K2 1000 m          |